# Liste der Kulturdenkmale in Steinpleis
Die Liste der Kulturdenkmale in Steinpleis enthält die in der amtlichen Denkmalliste des Landesamtes für Denkmalpflege Sachsen ausgewiesenen Kulturdenkmale im Werdauer Ortsteil Steinpleis.

## Legende
- Bild: Bild des Kulturdenkmals, ggf. zusätzlich mit einem Link zu weiteren Fotos des Kulturdenkmals im Medienarchiv Wikimedia Commons. Wenn man auf das Kamerasymbol klickt, können Fotos zu Kulturdenkmalen aus dieser Liste hochgeladen werden:
- Bezeichnung: Denkmalgeschützte Objekte und ggf. Bauwerksname des Kulturdenkmals
- Lage: Straßenname und Hausnummer oder Flurstücknummer des Kulturdenkmals. Die Grundsortierung der Liste erfolgt nach dieser Adresse. Der Link (Karte) führt zu verschiedenen Kartendiensten mit der Position des Kulturdenkmals. Fehlt dieser Link, wurden die Koordinaten noch nicht eingetragen. Sind diese bekannt, können sie über ein Tool mit einer Kartenansicht einfach nachgetragen werden. In dieser Kartenansicht sind Kulturdenkmale ohne Koordinaten mit einem roten bzw. orangen Marker dargestellt und können durch Verschieben auf die richtige Position in der Karte mit Koordinaten versehen werden. Kulturdenkmale ohne Bild sind an einem blauen bzw. roten Marker erkennbar.
- Datierung: Baubeginn, Fertigstellung, Datum der Erstnennung oder grobe zeitliche Einordnung entsprechend des Eintrags in der sächsischen Denkmaldatenbank
- Beschreibung: Kurzcharakteristik des Kulturdenkmals entsprechend des Eintrags in der sächsischen Denkmaldatenbank, ggf. ergänzt durch die dort nur selten veröffentlichten Erfassungstexte oder zusätzliche Informationen
- ID: Vom Landesamt für Denkmalpflege Sachsen vergebene, das Kulturdenkmal eindeutig identifizierende Objekt-Nummer. Der Link führt zum PDF-Denkmaldokument des Landesamtes für Denkmalpflege Sachsen. Bei ehemaligen Kulturdenkmalen können die Objektnummern unbekannt sein und deshalb fehlen bzw. die Links von aus der Datenbank entfernten Objektnummern ins Leere führen. Ein ggf. vorhandenes Icon  führt zu den Angaben des Kulturdenkmals bei Wikidata.

## Kulturdenkmale in Steinpleis
| Bild                                    | Bezeichnung | Lage                                | Datierung                  | Beschreibung | ID       |
| --------------------------------------- | --- | ----------------------------------- | -------------------------- | --- | -------- |
| Direkt Bild zu diesem Denkmal hochladen | Seitengebäude | Albert-Krapp-Straße 11 (Karte)      | um 1800                    | Seitengebäude und Torbogen eines Vierseithofes; landschaftstypisches Wirtschaftsgebäude eines Bauernhofes in gutem Originalzustand und Torbogen, in dieser Landschaft nur noch vereinzelt anzutreffen | 09243658 |
| Direkt Bild zu diesem Denkmal hochladen | Wohnhaus in Ecklage | Alter Schulweg 1 (Karte)            | um 1900                    | zeittypisches, qualitätvoll gestaltetes gründerzeitliches Gebäude in gutem Originalzustand, Klinkerfassade mit farbigen Klinkerbändern, gelber Klinker, Fenster mit rotem Klinker, Stuckornamentik, eingeschossig, Eckturm zweigeschossig, Holzvorbau mit Bleiverglasung, erneuert, originale Haustür, Treppengeländer, Polygonmauerwerk, figürlicher Schmuck über Fenstern. | 09243659 |
| Direkt Bild zu diesem Denkmal hochladen | Seitengebäude und Torbogen eines Vierseithofes                                                                              | Alter Schulweg 7 (Karte)            | um 1800                    | landschaftstypisches Wirtschaftsgebäude eines Bauernhofes in gutem Originalzustand und in dieser Landschaft nur noch vereinzelt anzutreffender Torbogen, Fachwerk-Obergeschoss, Eckstreben, Tür im Obergeschoss, Fensterläden, Satteldach, Erdgeschoss massiv, zwei Garageneinbauten, nicht beeinträchtigend, nur wenige Torbögen im Ort erhalten, daraus resultiert u. a. Denkmalwert, Torbogen mit Pforte und Tor. | 09243660 |
| Weitere Bilder                          | Rittergut Untersteinpleis, Sachgesamtheit                                                                                   | Am Schloß 4a (Karte)                | 1857 (Herrenhaus)          | Sachgesamtheit Rittergut Untersteinpleis, mit dem Einzeldenkmal: Herrenhaus (siehe Obj. 09243819), ehemaligem Park (Gartendenkmal) und Wirtschaftshof (Sachgesamtheitsbestandteil); regionalhistorisch bedeutsame Anlage mit Herrenhaus im Stil der englischen Tudorgotik mit wissenschaftlichem, künstlerischem und städtebaulichem Wert; bestehend aus: - Schlossbau (Herrenhaus): mit Staffelgiebel, Porphyrfenstergewände, Fensterbrüstungen mit Maßwerk, Turm durch Zinnen bekrönt, das Schloss 1857/58 anstelle mittelalterlicher Wasserburg errichtet, damit von hohem regionalhistorischem Wert - Stallgebäude und Scheunen: in der 2. Hälfte 19. Jh., evtl. auch 20. Jh. errichtet mit Resten eines Kreuzgratgewölbes, diese Gebäude ohne eigenständigen Denkmalwert, hier ist nur Bauflucht und Kubatur wichtig, auch im Inneren dieser Gebäude keine denkmalwerte Substanz erhalten mit Ausnahme eines Kreuzgratgewölbes in einem der Wirtschaftsgebäude. | 09303056 |
| Weitere Bilder                          | Herrenhaus, Rittergut Untersteinpleis                                                                                       | Am Schloß 4a (Karte)                | 1857                       | Herrenhaus, Einzeldenkmal der Sachgesamtheit Rittergut Untersteinpleis (siehe auch Sachgesamtheitsdokument 09303056); regionalhistorisch bedeutsame Anlage mit Herrenhaus im Stil der englischen Tudorgotik mit wissenschaftlichem, künstlerischem und städtebaulichem Wert. Einziger Schlossbau (Herrenhaus) in dieser Stilrichtung in dieser Landschaft, Staffelgiebel, Porphyrfenstergewände, Fensterbrüstungen mit Maßwerk, Turm durch Zinnen bekrönt, das Schloss 1857/58 anstelle mittelalterlicher Wasserburg errichtet, damit von hohem regionalhistorischem Wert, die Stallgebäude und Scheunen in der 2. Hälfte 19. Jh., evtl. auch 20. Jh. errichtet mit Resten eines Kreuzgratgewölbes, diese Gebäude ohne eigenständigen Denkmalwert, hier ist nur Bauflucht und Kubatur wichtig, auch im Inneren dieser Gebäude keine denkmalwerte Substanz erhalten mit Ausnahme eines Kreuzgratgewölbes in einem der Wirtschaftsgebäude. | 09243819 |
| Weitere Bilder                          | Häuslerhaus | Berggasse 4 (Karte)                 | vor 1800                   | landschaftstypisches Häuslerhaus mit originalem Fachwerkobergeschoss mit ortsbildprägender Wirkung, Fachwerk-Obergeschoss, regelmäßig, strebenreich, kräftige Schwelle, Giebel verbrettert und verschiefert, Wetterschräge, Erdgeschoss massiv, vereinfacht, Fachwerk in gutem Original- und Erhaltungszustand, an Traufseite verbrettert, dort kleiner Anbau, im Erdgeschoss massiv, Obergeschoss verbrettert. | 09243813 |
| Direkt Bild zu diesem Denkmal hochladen | Häuslerhaus | Berggasse 8 (Karte)                 | nach 1800                  | landschaftstypisches Häuslerhaus mit ortsbildprägender Wirkung, Fachwerk-Obergeschoss verschiefert, teilweise Fenster zugesetzt, Fachwerkgliederung blieb erhalten, Erdgeschoss massiv, verputzt, kleiner nachträglicher Vorbau an Tür, Satteldach, wichtig durch dominante Lage für Ortsbild, stand bis 2009 unter Flurstück 455/2 in der Liste. | 09243814 |
| Weitere Bilder                          | Lohbach-Viadukt | Freistraße (bei) (Karte)            | 1844–1845                  | Eisenbahnviadukt; gehört zu den ersten größeren Eisenbahnviadukten Sachsens, trotz des veränderten Überbaus weitgehend authentisches Erscheinungsbild, von baugeschichtlicher und eisenbahngeschichtlicher Bedeutung, zudem ortsbildprägend Viadukt erstreckt sich über zwei Gemarkungen: Gem. Steinpleis, Flstk. 225/5 und Gem. Leubnitz, Flstk. 258.; westlich Freistraße, Steinpleis 1844/45 errichtet im Zuge des Streckenbaus zwischen Leipzig (Anfangspunkt am Bayerischen Bahnhof) und Hof über Altenburg, Werdau, Reichenbach/Vogtland und Plauen (schrittweise Inbetriebnahme der Strecke zwischen 1842 und 1851), wichtige Hauptbahn in Sachsen, Thüringen und Bayern (Streckenkürzel LH), ursprünglich erbaut und betrieben von der Sächsisch-Bayerischen Eisenbahn-Compagnie, ab 1847 Eigentum des Königreichs Sachsen, weiterer Betrieb als Sächsisch-Bayerische Staatseisenbahn, ab Werdau erforderte die Streckenführung durch verschiedene Flusstäler die Errichtung mehrerer großer Brückenbauwerke, darunter das Steinpleiser Viadukt kurz nach dem Anschluss der Strecke Dresden–Werdau am Bogendreieck Werdau: zweigleisige Gewölbebrücke mit zwölf Steinbögen aus Ziegel- und Naturmauerwerk, Länge 126 m, Höhe 19,2 m, Brückenpfeiler durch Natursteinsockel und -bänder gestaltet, Bogenränder vorspringend, über den mittleren Pfeilern Zwickelmedaillons mit Ziegelausmauerung (ursprünglich Entwässerungsöffnungen), mit neu aufgesetzter Betonwanne zur Überführung der Gleise abschließend (Gestaltung des Bauwerks ähnlich dem nördlich von Werdau gelegenen Leubnitzer Viadukt sowie dem östlich an der Eisenbahnstrecke Dresden–Werdau gelegenen Römertal-Viadukt). | 09243678 |
| Direkt Bild zu diesem Denkmal hochladen | Villa | Freistraße 2 (Karte)                | um 1910                    | architektonisch qualitätvoll gestaltete Villa der Zeit um 1910, baugeschichtlich von Bedeutung, Putznutung, originale Fenster mit Sprossenteilung, Fensterläden, Wintergarten mit Fachwerk, Bleiglasfenster, schöne Gauben, Walmdach, heute Kindereinrichtung, mit nachträglichem Anbau ohne Denkmalwert, aber architektonische Qualität des alten Gebäude wichtiger. | 09243673 |
| Direkt Bild zu diesem Denkmal hochladen | Ehemaliges Herrenhaus des Freigutes                                                                                         | Freistraße 5 (Karte)                | um 1800                    | repräsentatives, architektonisch qualitätvoll gestaltetes barockes Gebäude in gutem Originalzustand mit ortsbildprägender und regionalhistorischer Bedeutung, Mittelrisalit, Lisenen, Stichbogenportal mit Schlussstein, einige barocke Kreuzstockfenster, Mansardwalmdach, Sockel Porphyr, ornamentaler Schmuck über Tür, Blätter und Blumenranken umrahmen Fenster, im Treppenhaus Granitplatten, Fenster mit Korbbögen umrahmt | 09243674 |
| Direkt Bild zu diesem Denkmal hochladen | Häuslerhaus | Freistraße 7 (Karte)                | 1. Hälfte 19. Jh.          | landschaftstypisches Häuslerhaus in gutem Originalzustand, Teil des Bauensembles um das ehemalige Herrenhaus; Fachwerk-Obergeschoss verputzt und verschiefert, Erdgeschoss massiv, Krüppelwalmdach, traufseitiger Anbau, wichtig als Teil Bauensemble um Herrenhaus. | 09243676 |
| Direkt Bild zu diesem Denkmal hochladen | Häuslerhaus | Freistraße 9 (Karte)                | 1. Hälfte 19. Jh.          | landschaftstypisches Häuslerhaus in gutem Originalzustand, Teil des Bauensembles um das ehemalige Herrenhaus; Fachwerk-Obergeschoss verschiefert, Satteldach, Kronendeckung, Erdgeschoss massiv, ursprünglich blau gefärbt, wichtig als Teil eines Bauensembles um Herrenhaus. | 09243675 |
| Weitere Bilder                          | Kirchhof mit Kirche | Friedhofstraße (Karte)              | 17. Jh.                    | Kirchhof mit Grabstein Paul Möckel, Kirche mit Ausstattung, Glockenturm und Feierhalle; baugeschichtlich, ortsgeschichtlich und ortsbildprägend von Bedeutung, schlichter barocker Kirchenbau mit Dachreiter, mit Fig. Altarrahmung 18. Jh., spätgot. Kreuzigungsgruppe, übermalt, in Sakristei spätgotisches Kruzifix, zwei hölzerne Wappenepitaphe, zwei Pfarrerbildnisse in ornamentaler Rahmung sowie Grabstein Möckel (18. Jh.) mit stärker abgewittertem Gemälde, Glockenturm (einfache Gestaltung vermutlich um 1950) und Feierhalle, Grabstätte Körner aufgelöst – Plastik auf Werdauer Friedhof umgesetzt (siehe Dokument Friedhof Werdau) | 09243663 |
| Weitere Bilder                          | Dorfkirche | Friedhofstraße (Karte)              | 1644 (nach Brand erneuert) | Kirche mit Ausstattung; baugeschichtlich, ortsgeschichtlich und ortsbildprägend von Bedeutung, schlichter barocker Kirchenbau mit Dachreiter. Fig. Altarrahmung 18. Jh., spätgot. Kreuzigungsgruppe, übermalt, in Sakristei spätgotisches Kruzifix, zwei hölzerne Wappenepitaphe, zwei Pfarrerbildnisse in ornamentaler Rahmung | 09243663 |
| Direkt Bild zu diesem Denkmal hochladen | Scheune eines Dreiseithofes                                                                                                 | Gartenstraße 9; 9a (bei) (Karte)    | um 1800                    | Scheune mit vorkragendem Fachwerkobergeschoss, einziges Beispiel dieser Konstruktionsweise in Umgebung. Fachwerk, Drempel leicht überkragend, Satteldach, sehr guter Originalzustand, Überkragen Obergeschoss bei Scheunen sehr selten, hieraus bestimmt sich u. a. Denkmalwert. | 09243657 |
| Direkt Bild zu diesem Denkmal hochladen | Ehemalige Brauerei sowie Stallgebäude                                                                                       | Hauptstraße 19 (Karte)              | 1891                       | zeittypische Klinkerbauten in sehr gutem Originalzustand von regionalhistorischer Bedeutung. - Brauerei: Bauherr: Robert Popp, Steinpleis, Entwurf/Ausführung: A. Einenkel, Technisches Büro für Anlage, Einrichtung und Umbau von Brauereien, Mälzereien und Kellereien Chemnitz, erbaut 1891, Viergeschossiger bzw. dreigeschossiger Klinkerbau, regelmäßig angeordnete Segmentbogenfenster unterschiedlicher Größe, Klinkerlisenen, im Inneren Holzstützkonstruktionen, im Erdgeschoss teilweise preußische Kappengewölbe. - Stallgebäude: gleicher Bauherr, Entwurf/Ausführung: August Otto, Baumeister, erbaut 1891, eingeschossiger mit Drempel versehener Klinkerbau, roter Klinker, Segmentbogenfensteröffnungen, fünf Türen traufseitig mit Segmentbogenabschluss, Satteldach, im Inneren Kuh- und Pferdestall mit preußischen Kappengewölben, | 09302155 |
| Direkt Bild zu diesem Denkmal hochladen | Häuslerhaus | Hauptstraße 35a (Karte)             | vor 1800                   | landschaftstypisches, leicht verändertes Häuslerhaus mit gut erhaltenem Fachwerkobergeschoss, bedeutsam für das Ortsbild, Fachwerk-Obergeschoss, strebenreich, Obergeschoss vor 1800, an Schwelle Giebelseite Blattsassen, ein Ständer des ehemaligen Umgebindes erhalten, Erdgeschoss, besonders straßenseitig entstellt durch zu großes Fenster, Krüppelwalmdach, sehr gut erhaltenes Fachwerkobergeschoss. | 09243817 |
| Direkt Bild zu diesem Denkmal hochladen | Villa, heute Gemeindeverwaltung                                                                                             | Hauptstraße 46a (Karte)             | um 1890                    | architektonisch gut gestaltete gründerzeitliche Villa mit Turm, baugeschichtlich von Bedeutung, Klinkerfassade, zweigeschossig, dreigeschossiger Turm, Sockel Polygonmauerwerk, gelber Klinker, verziert mit Natursteinbändern, Fenstergewände Sandstein, gekehltes Traufgesims, Turm mit Kragsteinen, Türgewände am Tor mit Gebälk auf Kragsteinen, im Erdgeschoss Fensterverdachung durch waagrechtes Gebälk und Dreiecksgiebel, Eckquaderung, Treppe mit schmiedeeisernem Gitter, originale Fenster. Haustür und Türen im Inneren, sehr guter Originalbestand, am Balkon schmiedeeisernes Gitter, Walmdach, am Turm Walmdach. | 09243821 |
| Weitere Bilder                          | Schillerdenkmal | Hauptstraße 63 (neben) (Karte)      | 1906                       | geschichtlich von Bedeutung | 09243808 |
| Direkt Bild zu diesem Denkmal hochladen | Häuslerhaus | Hauptstraße 68 (Karte)              | vor 1800                   | landschaftstypisches Häuslerhaus mit schönem Fachwerkobergeschoss mit ortsbildprägender Bedeutung, strebenreiches Fachwerk-Obergeschoss, ein Giebel massiv, ein Giebel verkleidet, Erdgeschoss massiv, unwesentlich verändert, Giebelseite ebenfalls, traufseitiger Anbau bedingt Frackdach, wichtig für Ortsbild durch Lage an Straßenerweiterung, guter Originalzustand, qualitätvolles Fachwerkobergeschoss. | 09243807 |
|                                         | Mietshaus | Hauptstraße 80 (Karte)              | um 1905                    | original erhaltenes Mietshaus mit schöner, zeittypischer Fassadengliederung, ursprünglich mit Laden oder Gaststätte, dreigeschossig, Fenster mit Sprossengliederung Oberlichter, Balkon, dreieckiger Erker, Klinkermischbauweise, Polygonmauerwerk Sockel, Fachwerkelemente am Zwerchgiebel, Krüppelwalmdach, Putz teilweise geschädigt, sehr guter Originalzustand. | 09243661 |
| Direkt Bild zu diesem Denkmal hochladen | Wohnstallhaus, Scheune und Seitengebäude eines Vierseithofes                                                                | Hauptstraße 85 (Karte)              | um 1800                    | landschaftstypischer, geschlossen erhaltener Bauernhof mit leicht veränderten Fachwerkbauten. - Scheune: Fachwerk, Schauer, Satteldach, gut erhalten, unterkellert, vor 1800, Seitengebäude: Fachwerk-Obergeschoss verbrettert und verschalt, alte Schiebefenster, im Erdgeschoss teilweise Fachwerk, Satteldach, - Wohnstallhaus: um 1800, Fachwerk-Obergeschoss mit Eckstreben, Krüppelwalmdach, Erdgeschoss massiv, Garageneinbau, wichtig als Bauensemble, Außenansicht Wohnhaus durch zu große Fenster geschädigt, aber wichtig als Teil Bauensemble. | 09243669 |
| Direkt Bild zu diesem Denkmal hochladen | Mietshaus in halboffener Bebauung                                                                                           | Hauptstraße 93 (Karte)              | um 1905                    | Mietshaus der Zeit um 1900 mit zeittypischer Fassadengliederung und Zierrat, zweigeschossig, Ecke dreigeschossig überhöht, Eckerker, ursprünglich Laden, roter Klinker, Gesims, über Fenstern Verzierungen, Obergeschoss mit waagrechten Fensterverdachungen, originale Gauben, Helmdach, verschiedene Zwerchgiebel. | 09243670 |
| Weitere Bilder                          | Ehemaliger Pfarrhof mit Wohnhaus, Substitutenhaus (mit Umgebinde und Oberlaube) und zweitem Seitengebäude sowie Toreinfahrt | Hauptstraße 95 (Karte)              | 1760                       | bedeutender Hof des Dorfes, dessen Fachwerkgebäude seltene Konstruktionsmerkmale, wie Oberlauben, Umgebinde und Stall in Blockbauweise, aufweisen. 1529 vom Werdauer Ablösungsgeld gekauft, nach 200 Jahren 1726 Neubau Pfarrhaus an Straße, wo Substitutengebäude steht, 1784 Blitzschlag, zum Pfarrgut gehören 25,15 ha, Substitutenhaus: Oberlaube, drei Kammern, eine holzverschlagen, die anderen mit Lehmputz und Anstrich, grau/weiß, grauer Begleitstrich, einfach stehender Stuhl, Kehlbalken, Holzverblattungen im Dachstuhl, zweijochige Oberlaube, Kopfbänder mit Kielbogen verziert, Treppe im Inneren, Laubengang überkragt, gestützt von vier Ständern, Erdgeschoss als Blockteil ausgebildet, davor Umgebindekonstruktion, Obergeschoss verbrettert mit Wetterschrägen, Satteldach, um 1700, Brüstung Laube verbrettert, im Erdgeschoss eine Stube mit schönem Fenster und Holzdeckung, 2. Seitengebäude: Schafstall, um 1700, Fachwerk-Obergeschoss, Satteldach, Erdgeschoss Blockbauweise, teilw. massiv, Wohnhaus: Fachwerk-Obergeschoss strebenreich, um 1800, Kreuzgewölbe, massiv, originale Türen, Krüppelwalmdach, Tor mit Tor und Pforte, Holzkonstruktion, auf Brett Inschrift: Anno domini 1729, bedeutendster Hof des Ortes mit wichtigen, nur hier noch anzutreffenden Baudetails. | 09243671 |
| Direkt Bild zu diesem Denkmal hochladen | Wohnhaus | Hauptstraße 104 (Karte)             | um 1680                    | sehr altes Bauernhaus mit schönem Fachwerkobergeschoss, verziert mit Andreaskreuzen in gutem Originalzustand. Fachwerk-Obergeschoss mit Andreaskreuzen, geschweift mit Nasen-Feuerböcke, Holzverbindungen gezapft, Erdgeschoss massiv, Satteldach, im Dachstuhl Stuhlsäule mit aufgeblatteter Fußstrebe, weiter geblattete Fußstreben, Erdgeschoss ursprünglich Fachwerk, zweiflüglige Haustür mit Oberlicht, Holzeinschubdecke mit flachen Unterzügen in Stube, evtl. jünger, auch in Obergeschoss Holzdecke, Alter des Hauses und Originalzustand bestimmen wesentlich Denkmalwert. | 09243656 |
| Direkt Bild zu diesem Denkmal hochladen | Häuslerhaus | Kirchgasse 2 (Karte)                | um 1800                    | landschaftstypisches Häuslerhaus in gutem Originalzustand mit ortsbildprägender Bedeutung, Fachwerk-Obergeschoss, Satteldach, Erdgeschoss massiv, ein zu großes Fenster, strebenreiches Fachwerk-Obergeschoss, traufseitig erweitert, Frackdach, Erdgeschoss zwei zu große Fenster, ansonsten ausgezeichneter Original- und Erhaltungszustand, wichtig für Ortsbild durch Kirchennähe, Teil des dortigen Bauensembles, Reste Fachwerk im Erdgeschoss an einer Giebelseite, Schiebefenster an einem Giebel. | 09243809 |
| Weitere Bilder                          | Wohnhaus | Kirchgasse 5 (Karte)                | vor 1800                   | Wohnhaus, vermutlich ehem. Pfarrhaus oder Kirchschule; baugeschichtlich und ortsgeschichtlich von Bedeutung, verschiefertes Fachwerk-Obergeschoss, Segmentbogenportal, wichtig für Ortsbild durch Kirchennähe, Fachwerk-Obergeschoss verschiefert, Erdgeschoss massiv, Porphyrstichbogenportal mit Schlussstein, ein Kreuzstockfenster erhalten, zweiflüglige Haustür mit Oberlicht, vermutlich ehemals Pfarrhaus. | 09243662 |
| Direkt Bild zu diesem Denkmal hochladen | Scheune und Seitengebäude eines ehemaligen Vierseithofes                                                                    | Kleine Straße 6; 6a (Karte)         | um 1800                    | landschaftstypische Wirtschaftsgebäude eines Bauernhofes in gutem Originalzustand, Fachwerkbauten. - Seitengeb.: Fachwerk-Obergeschoss Eckstreben, Erdgeschoss massiv, Garage einzige Beeinträchtigung, Satteldach, guter Originalzustand - Scheune: Fachwerk, Fachwerk Drempel, Satteldach, traufseitiger Anbau an Feldseite rückbaubar, auch guter Originalzustand. | 09243810 |
| Direkt Bild zu diesem Denkmal hochladen | Wohnstallhaus und Seitengebäude eines ehemaligen Bauernhofes                                                                | Kleine Straße 12 (Karte)            | um 1750                    | landschaftstypische Bauernhäuser mit schönen, original erhaltenen Fachwerkobergeschossen mit ortsbildprägender Bedeutung. - Wohnstallhaus: Fachwerk-Obergeschoss, querliegende Gefache, strebenreich, steiles Satteldach, Erdgeschoss massiv, traufseitig massives Vorhäuschen, weiter kleiner nachträglicher massiver Anbau, Obergeschoss 2. Hälfte 18. Jh. - Seitengebäude: Fachwerk-Obergeschoss komplett erhalten, schöner Giebel mit Verbretterung und Holzläden, teilw. Wetterschrägen, Erdgeschoss massiv und verändert, bei beiden schöne Fachwerk-Obergeschoss, wichtig als Teil Bauensemble, schlechter Pflegezustand. | 09243811 |
| Direkt Bild zu diesem Denkmal hochladen | Seitengebäude eines Vierseithofes                                                                                           | Kleine Straße 14 (Karte)            | 1735                       | landschaftstypisches Wirtschaftsgebäude mit erhaltener Oberlaube in gutem Originalzustand mit ortsbildprägender Wirkung, Durchfahrt, Fachwerk-Obergeschoss mit Tür, Eckstreben, dreijochige Oberlaube, Satteldach, Erdgeschoss massiv, Stall, an Schwelle bezeichnet: K.D. B. H. C. K. B. M. – Erdgeschoss Bereich straßenseitig verändert, Obergeschoss wichtig für Ortsbild, bedeutsam wegen erhaltener Oberlaube. | 09243812 |
| Direkt Bild zu diesem Denkmal hochladen | Häuslerhaus | Kleine Straße 40 (Karte)            | vor 1800                   | landschaftstypisches, leicht verändertes Häuslerhaus mit ortsbildprägender Bedeutung, Fachwerk-Obergeschoss, vier Streben, Erdgeschoss massiv, Tür zu Fenster umgebaut, Erdgeschoss geringfügig beeinträchtigt, Fachwerk-Obergeschoss komplett erhalten, Traufseite zweigesch. Anbau, ohne Belang für Wirkung des Gebäudes, Satteldach, ortsbildprägend, guter Originalzustand der Sichtseiten. | 09243815 |
| Direkt Bild zu diesem Denkmal hochladen | Häusleranwesen, bestehend aus Wohnhaus und Seitengebäude                                                                    | Kleine Straße 44 (Karte)            | um 1800                    | landschaftstypisches Häusleranwesen mit gut erhaltenen Fachwerkobergeschossen mit ortsbildprägender Wirkung, Fachwerk sehr gut erhalten, besonders am Wohnhaus, Wohnhaus.: an drei Seiten verschiefert, Satteldach, Erdgeschoss massiv modernisiert, Seitengebäude: leicht verändert. | 09243816 |
| Direkt Bild zu diesem Denkmal hochladen | Wohnhaus | Körnerstraße 1a (Karte)             | um 1700                    | sehr altes, weitestgehend original erhaltenes landschaftstypisches Bauernhaus, gehört zu den ältesten Häusern von Steinpleis. Fachwerk-Obergeschoss aufgeblattete Kopfbänder, Schwelle leicht vorkragend, abgefast, Satteldach, Giebel verschiefert, nachträgliches massives Vorhäuschen, bedeutsam durch hohes Alter, dem guten Originalzustand des Fachwerk-Obergeschoss und original erhaltenen Hausproportionen, hintere Traufseite verschiefert. | 09243820 |
|                                         | Mühle mit technischer Ausstattung                                                                                           | Mühlenweg 1 (Karte)                 | 1926                       | ortsgeschichtlich und technikgeschichtlich von Bedeutung. Voll funktionstüchtig, sämtliche Geräte erhalten, als Schauobjekt für Pension genutzt. | 09243672 |
| Weitere Bilder                          | Römertat-Viadukt | Ruppertsgrüner Straße (bei) (Karte) | 1843–1845                  | Eisenbahnviadukt; zu den ersten größeren Eisenbahnviadukten Sachsens gehörig, von baugeschichtlicher und eisenbahngeschichtlicher Bedeutung, zudem landschaftsprägend; Viadukt über das Römertal bei Steinpleis (auch als Viadukt Gospersgrün bezeichnet), errichtet 1843–1845 im Zuge des Eisenbahnstreckenbaus zwischen Dresden und Werdau über Freiberg, Chemnitz und Zwickau, wichtige sächsische Hauptbahn (Streckenkürzel DW), schließt mit dem Bogendreieck Werdau an die Eisenbahnstrecke Leipzig–Hof an. Eisenbahnstrecke Dresden–Werdau (Teilstück der „Sachsen-Franken-Magistrale“ zwischen Dresden und Nürnberg) aus mehreren, ursprünglich eigenständigen Teilstrecken bestehend, darunter aus der ersten, 1845 eröffneten Teilstrecke zwischen dem Bogendreieck Werdau und Zwickau (1855 Eröffnung des Teilabschnitts Dresden–Tharandt, 1858 Chemnitz–Zwickau, 1862 Tharandt–Freiberg, 1869 Freiberg–Chemnitz), die Bahnstrecke sollte Dresden und v. a. das Freitaler Steinkohlenrevier an die Ferneisenbahnstrecke Leipzig–Hof der Sächsisch-Bayrischen Eisenbahn anbinden und entwickelte sich zu einer bedeutenden Güterverkehrsachse zwischen Schlesien und Süddeutschland. Viadukt am Streckenabschnitt Steinpleis–Werdau Bogendreieck (Zwickauer Spitze) gelegen, zweigleisige Gewölbebrücke mit 13 Öffnungen, überspannt den Neumarker Bach und die Ruppertsgrüner Straße, Länge 224,87 m, Höhe 20,6 m, Sockel aus Natursteinmauerwerk, Gewölbe aus Ziegelmauerwerk bestehend, Pfeiler jeweils mittels umlaufendem Gesims gleicher Höhenlage gegliedert, Bogenränder vorspringend, über einigen Pfeilern haben sich große ausgemauerte Zwickelmedaillons (ursprünglich Entwässerungsöffnungen) erhalten, mit Betonwanne für die Gleise abschließend (Gestaltung ähnlich den westlich bzw. nördlich an der Eisenbahnstrecke Leipzig–Hof gelegenen Viadukten Steinpleis und Leubnitz). Zeugnis für den Anschluss der Ortschaft Steinpleis an das sächsisch-bayerische Eisenbahnnetz, dem Ausgangspunkt für die Industrialisierung des Bauerndorfes, trotz jüngst verändertem Überbau (Betonwanne) weitgehend authentisches Erscheinungsbild, von baugeschichtlicher und eisenbahngeschichtlicher Bedeutung und landschaftsprägend. | 09243679 |
| Direkt Bild zu diesem Denkmal hochladen | Wehranlage | Ruppertsgrüner Straße (Karte)       | 19. Jh.                    | Wehranlage am Neumarker Bach; Schützenwehr, technikgeschichtlich von Bedeutung. Schützenwehr, drei Schütze, aufgelassen, Einlaufseite war links, Breite 6,50 m, Höhe 1,20 m. | 09243818 |
| Direkt Bild zu diesem Denkmal hochladen | Scheune | Salatberg 5 (Karte)                 | 1. Hälfte 19. Jh.          | Scheune eines ehemaligen Vierseithofes; landschaftstypische Scheune mit original erhaltener Fachwerkkonstruktion. Satteldach, Giebeldreieck verbrettert, Wetterschräge, Dach weit vorkragend, Fachwerk original erhalten. | 09243665 |
| Direkt Bild zu diesem Denkmal hochladen | Scheune und Seitengebäude                                                                                                   | Salatberg 6 (Karte)                 | nach 1800, Umbau bez. 1882 | Scheune und Seitengebäude eines Vierseithofes; landschafts- und zeittypische Wirtschaftsgebäude eines Bauernhofes in gutem Originalzustand. Scheune: datiert 1882, vermutl. Zeitpunkt der Erweiterung durch Drempel, Fachwerk, Satteldach, Garageneinbau, nicht beeinträchtigend, Holztore, Seitengebäude: Fachwerk-Obergeschoss, Erdgeschoss massiv, Obergeschoss mit einer Tür, Eckstreben, breite Schwelle, Schiebetore, Stall, Satteldach. | 09243666 |
| Direkt Bild zu diesem Denkmal hochladen | Häuslerhaus | Salatberg 19 (Karte)                | 1. Hälfte 19. Jh.          | Häuslerhaus am Salatberg; sozialgeschichtlich von Bedeutung, mit Fachwerk-Obergeschoss, dominante Lage, dadurch wichtig für Ortsbild. Fachwerk-Obergeschoss teilweise verschiefert, Giebeldreieck verbrettert, Satteldach, Erdgeschoss massiv, Türportal zugesetzt, traufseitige Erweiterung, dadurch Frackdach. | 09243668 |
| Direkt Bild zu diesem Denkmal hochladen | Seitengebäude | Salatberg 27 (Karte)                | vor 1800                   | Seitengebäude eines Vierseithofes; landschaftstypisches Wirtschaftsgebäude eines Bauernhofes mit nur noch vereinzelt anzutreffender Remise. Fachwerk komplett erhalten, Giebel verputzt, Giebeldreieck verschiefert, Satteldach, Tür im Obergeschoss, Remise (nur selten im Landkreis anzutreffen), wichtig für Denkmalbewertung. | 09243667 |
| Weitere Bilder                          | Wohnstallhaus | Schillerstraße 3a (Karte)           | 18. Jh.                    | Wohnstallhaus (Umgebinde) eines Bauernhofes; landschaftstypisches, in dieser Hauslandschaft seltener anzutreffendes Umgebindehaus in gutem Originalzustand. - Wohnstallhaus: Umgebindehaus, Fachwerk-Obergeschoss verbrettert, Erdgeschoss massiv, Blockstubenteil erhalten, Bohlen mit Waldkante, verputzt, Wetterschrägen, Satteldach, sehr guter Originalbestand, Denkmalwert resultiert auch aus Seltenheit Umgebindehäuser, Spannriegel mit Kielbogen verziert. | 09243655 |
| Direkt Bild zu diesem Denkmal hochladen | Wohn- und Geschäftshaus | Zum Steinpleiser Bahnhof 2 (Karte)  | um 1890                    | Wohn- und Geschäftshaus in Ecklage; Gründerzeitgebäude mit aufwändig gestalteter Fassade in gutem Originalzustand mit ortsbildprägender Wirkung; 2-geschossig, Klinkerfassade, an Hausrückfront roter Klinker, ansonsten gelber Klinker, drei und vier Achsen, im Erdgeschoss Geschäftsräume, Fenster betont, im 1. Obergeschoss waagrechte Fensterverdachung und Dreiecksgiebelchen sowie gebrochener Dreiecksgiebel, umlaufendes Gesims, Natursteinbänder, Walmdach, Ecke polygonal, Natursteinsockel, Originalzustand: Fassadengliederung, Haustür, nur im Ladenbereich verändert, architektonisch qualitätvoll durch aufwändig gestaltete Fassade. | 09243806 |